# Coenia
Coenia is een vliegengeslacht uit de familie van de oevervliegen (Ephydridae).

## Soorten
- C. alpina Mathis, 1975
- C. curvicauda (Meigen, 1830)
- C. palustris (Fallen, 1823)
- C. vulgata Krivosheina, 2001